# Swartzia fistuloides
Swartzia fistuloides é uma espécie vegetal da família Fabaceae.
Pode ser encontrada nos seguintes países: Angola, Camarões, República do Congo, República Democrática do Congo, Costa do Marfim, Guiné Equatorial, Gabão, Gana e Nigéria.
Está ameaçada por perda de habitat.